# Магальянес (провінція)
Провінція Магальянес (ісп. Provincia de Magallanes) — провінція в Чилі у складі області Магальянес і Чилійська Антарктика. Адміністративний центр — Пунта-Аренас.
Включає в себе 4 комуни.
Територія — 36 994,7 км². Населення — 121 675 осіб. Щільність населення — 3,29 чол/км².

## Географія
Провінція межує:
- На півночі — провінція Санта-Крус (Аргентина)
- На сході — провінція Тьєрра-дель-Фуего
- На півдні — провінція Антарктика-Чилена
- На заході — Тихий океан

## Адміністративний поділ
Провінція включає в себе 4 комуни:
- Лагуна-Бланка. Адмін.центр — Лагуна-Бланка.
- Пунта-Аренас. Адмін.центр — Пунта-Аренас.
- Ріо-Верде. Адмін.центр — Ріо-Верде.
- Сан-Грегоріо. Адмін.центр — Сан-Грегоріо.